# Campeonato Mundial de Estrada de 2006
A primeira edição do Campeonato Mundial de Estrada foi realizado em Debrecen, Hungria no dia 8 de Outubro de 2006.
A corrida feminina começou a partir das 11:00 e corrida masculina às 13:00. Esta foi a primeira vez que o título de Campeão do Mundo de Corrida em Estrada foi disputado, substituindo o Campeonato Mundial de Meia Maratona no calendário desportivo internacional. Mais de 160 atletas de 42 países tomaram parte nas duas corridas. Além das competições individuais, há também uma classificação por equipas, onde os tempos dos primeiros três atletas de cada país são somados para produzir a classificação por equipas. Só as nações com pelo menos três competidores inscritos na prova são elegíveis para esta competição. A corrida foi marcada por ter o primeiro atleta com deficiência a participar num Campeonato Mundial de Atletismo. Mark Brown, que estava competindo por Gibraltar, perdeu o braço esquerdo num acidente de trânsito em 1981. 

## Resultados

### Homens

#### Individual
| Posição | Competidor                | Nacionalidade | Tempo      |
| ------- | ------------------------- | ------------- | ---------- |
| 1       | Zersenay Tadese           | Eritreia      | 56:01 (CR) |
| 2       | Robert Kipkorir Kipchumba | Quênia        | 56:41      |
| 3       | Wilson Kebenei            | Quênia        | 57:15      |
| 4       | Wilson Busienei           | Uganda        | 57:21      |
| 5       | Wilfred Taragon           | Quênia        | 57:22      |
| 6       | Deriba Merga              | Etiópia       | 57:27      |
| 7       | Tadesse Woldegebrel       | Etiópia       | 57:27      |
| 8       | Mubarak Hassan Shami      | Catar         | 57:33      |
| 9       | Dieudonne Disi            | Ruanda        | 57:42      |
| 10      | Yonas Kifle               | Eritreia      | 57:49      |

#### Equipe
| Posição | Equipe   | Competidores                                                               |
| ------- | -------- | -------------------------------------------------------------------------- |
| 1       | Quênia   | Robert Kipkorir Kipchumba (2º) Wilson Kebenei (3º) Wilfred Taragon (5º)    |
| 2       | Eritreia | Zersenay Tadese (1º) Yonas Kifle (10º) Tesfayohannes Mesfen (21º)          |
| 3       | Etiópia  | Deriba Merga (6º) Tadesse Woldegebrel (7º) Demssew Abebe (20º)             |
| 4       | Catar    | Mubarak Hassan Shami (8º) Essa Ismail Rashed (14º) Gamal Belal Salem (16º) |
| 5       | Uganda   | Wilson Busienei (4º) Martin Toroitich (13º) James Kibet (24º)              |

### Mulheres

#### Individual
| Posição | Competidor          | Nacionalidade | Tempo        |
| ------- | ------------------- | ------------- | ------------ |
| 1       | Lornah Kiplagat     | Países Baixos | 1:03:21 (WR) |
| 2       | Constantina Tomescu | Roménia       | 1:03:23      |
| 3       | Rita Jeptoo         | Quênia        | 1:03:47      |
| 4       | Dire Tune           | Etiópia       | 1:05:16      |
| 5       | Edith Masai         | Quênia        | 1:05:21      |
| 6       | Kayoko Fukushi      | Japão         | 1:05:32      |
| 7       | Yurika Nakamura     | Japão         | 1:05:36      |
| 8       | Nataliya Berkut     | Ucrânia       | 1:05:42      |
| 9       | Souad Aït Salem     | Argélia       | 1:06:11      |
| 10      | Teyba Erkesso       | Etiópia       | 1:06:15      |

#### Equipe
| Posição | Equipe  | Competidores                                                            |
| ------- | ------- | ----------------------------------------------------------------------- |
| 1       | Quênia  | Rita Jeptoo (3ª) Edith Masai (5ª) Eunice Jepkorir (14ª)                 |
| 2       | Etiópia | Dire Arissi (4ª) Teyba Wako (10ª) Ashu Rabo (17ª)                       |
| 3       | Japão   | Kayoko Fukushi (6ª) Yurika Nakamura (7ª) Ryoko Kizaki (19ª)             |
| 4       | Roménia | Constantina Tomescu (2ª) Luminita Talpos (16ª) Lidia Simon (28ª)        |
| 5       | Rússia  | Gulnara Vygovskaya (12ª) Natalya Kurbatova (13ª) Irina Timofeyeva (15ª) |